# C2プレパラート
株式会社C2プレパラート（シーツープレパラート、英: C2Praparat Co., Ltd.）は、東京都港区に本社を置くゲーム開発会社である。

## 沿革
2008年頃から活動を開始した同人サークル「C2機関」（シーツーきかん、英: C2Architecture）が前身である。活動内容は食品系およびミリタリー系の同人誌刊行、およびゲーム開発だった。また、メディア製作やマーケティングリサーチなども行っていた。2011年に会社法人化された。

C2プレパラートが企画、DMM.com（現EXNOA）が全額出資、株式会社角川ゲームスが開発を受注して作成し、DMM GAMESにてリリースした初の商業作品『艦隊これくしょん -艦これ-』に関連する様々な開発および企画・展開を行っている。
法人名はC2プレパラートであるが、対外的な活動を行う場合は「C2機関」の名前を使用している。
また、「C2機関」はC2プレパラートの登録商標となっている。
2019年からは艦これ公式ガールズバンド「C2機関 1MYB」の展開と、飲食店「カレー機関」の運営を開始している。
公式ウェブサイト・問い合わせ窓口は設置していない。その代わり、公式ツイッター（C2_STAFF）でC2機関の手掛けた企画の告知を行っている。

## 作品一覧

### ゲーム
- 艦隊これくしょん -艦これ-
  - 艦これ改
  - 艦これアーケード （共同開発・事業展開：セガ）

### アニメ（製作委員会参加）
- 艦隊これくしょん -艦これ-
  - 劇場版 艦これ
- 「艦これ」いつかあの海で

### 書籍
- りくかいくう。 陸上自衛隊/海上自衛隊/航空自衛隊応援読本（2013年8月9日発売 イカロス出版）

## 主なスタッフ
- プロデューサー：田中謙介
- 斎藤恭子[6]
- 水無廣[6]
- 小林篤信
- 谷祐輝
- イラストレーター：藤川[6]

## 所属声優
- タニベユミ（旧芸名：谷邊由美）
- 宮川若菜

## 所属アーティスト
- C2機関 1MYB（「艦隊これくしょん -艦これ-」の公式ガールズバンド）

### 業務提携
- 大越香里（プロモーション協力）

## カレー機関

### 概要
C2機関が運営している飲食店である。料理はコース形式とアラカルトの追加注文で提供される。
提供されるコースは一定期間の間をシークエンスとして区切る形で変化する。例えば、バレンタイン期間にはチョコレートにちなんだコース料理、ハロウィン期間にはカボチャにちなんだコース料理といった形である。
店内の様子や料理に対しての写真撮影・録音が禁止事項として定められている。

### 開店期間
第1次・拡張
2019年12月22日～2020年1月19日
第2次前段・後段
2020年1月23日～2020年3月1日
第3次
2020年3月16日～2020年4月12日
第4次・拡張
2020年7月17日～2020年8月4日～2020年9月6日
第5次・拡張前段・後段
2020年9月11日～2020年11月29日
6th Sequence
2020年12月5日～2020年12月29日
7th Sequence・拡張
2021年3月23日～2021年4月18日
8th Sequence第1期・第2期
2021年4月22日～2021年5月9日
9th Sequence
2021年7月3日～2021年7月18日
10th Sequence
2021年10月9日～2021年10月17日
11th Sequence前段・後段
2021年11月6日～2021年11月30日
12th Sequence前段・後段【Xmas＆師走 Special】
2021年12月4日～2021年12月29日
13th Sequence・拡張
2022年1月15日～2022年2月13日

## C2マニュファクチュア
株式会社C2マニュファクチュア（シーツーマニュファクチュア）は、東京都港区に本社を置くゲーム及びデジタルコンテンツの開発を事業内容とする会社である。

代表取締役は田中謙介。